# Canoa/kayak ai Giochi della XXX Olimpiade - C1 200 metri maschile
La gara di velocità C1, 200 metri, per Londra 2012 si è svolta al Dorney Lake dal 10 all'11 agosto 2012

## Programma
| Data                   | Ora         | Round               |
| ---------------------- | ----------- | ------------------- |
| Venerdì 10 agosto 2012 | 09:51 11:16 | Batterie Semifinali |
| Sabato 11 agosto 2012  | 09:47       | Finale              |

## Risultati

### Batterie

#### Batteria 1
| Pos. | Atleta              | Paese       | Tempo  | Note  |
| ---- | ------------------- | ----------- | ------ | ----- |
| 1    | Mathieu Goubel      | Francia     | 41"248 | Q, OB |
| 2    | Andrzej Jezierski   | Irlanda     | 41"404 | Q     |
| 3    | Naoya Sakamoto      | Giappone    | 41"528 | Q     |
| 4    | Jason McCoombs      | Canada      | 41"742 | Q     |
| 5    | Ronilson Oliveira   | Brasile     | 42"216 | Q     |
| 6    | Sebastian Marczak   | Australia   | 42"845 | Q     |
| 7    | Valentin Demyanenko | Azerbaigian | 44"194 |       |

#### Batteria 2
| Pos. | Atleta             | Paese       | Tempo  | Note |
| ---- | ------------------ | ----------- | ------ | ---- |
| 1    | Ivan Štyl'         | Russia      | 41"378 | Q    |
| 2    | Sebastian Brendel  | Germania    | 41"511 | Q    |
| 3    | Richard Jefferies  | Regno Unito | 42"516 | Q    |
| 4    | Everardo Cristóbal | Messico     | 44"459 | Q    |
| 5    | Piotr Kuleta       | Polonia     | 44"645 | Q    |
| 6    | Nelson Henriques   | Angola      | 55"268 | Q    |

#### Batteria 3
| Pos. | Atleta                   | Paese       | Tempo  | Note  |
| ---- | ------------------------ | ----------- | ------ | ----- |
| 1    | Alfonso Benavides        | Spagna      | 40"993 | Q, OB |
| 2    | Dzianis Haraža           | Bielorussia | 41"290 | Q     |
| 3    | Li Qiang                 | Cina        | 42"004 | Q     |
| 4    | Vadim Menkov             | Uzbekistan  | 42"171 | Q     |
| 5    | Ľubomír Hagara           | Slovacchia  | 43"507 | Q     |
| 6    | Rudolph Berking-Williams | Samoa       | 51"483 | Q     |

#### Batteria 4
| Pos. | Atleta            | Paese      | Tempo  | Note |
| ---- | ----------------- | ---------- | ------ | ---- |
| 1    | Jurij Čeban       | Ucraina    | 41"036 | Q    |
| 2    | Jevgenij Shuklin  | Lituania   | 41"288 | Q    |
| 3    | Alexandr Dyadchuk | Kazakistan | 43"204 | Q    |
| 4    | Khaled Houcine    | Tunisia    | 44"395 | Q    |
| 5    | Attila Vajda      | Ungheria   | 44"761 | Q    |
| 6    | Ndiatte Gueye     | Senegal    | 51"708 | Q    |

### Semifinali

#### Semifinale 1
| Pos. | Atleta            | Paese      | Tempo  | Note |
| ---- | ----------------- | ---------- | ------ | ---- |
| 1    | Jevgenij Shuklin  | Lituania   | 41"483 | Q    |
| 2    | Mathieu Goubel    | Francia    | 41"938 | Q    |
| 3    | Li Qiang          | Cina       | 42"149 |      |
| 4    | Sebastian Brendel | Germania   | 42"161 |      |
| 5    | Ronilson Oliveira | Brasile    | 42"560 |      |
| 6    | Vadim Menkov      | Uzbekistan | 42"944 |      |
| 7    | Piotr Kuleta      | Polonia    | 45"348 |      |
| 8    | Ndiatte Gueye     | Senegal    | 50"798 |      |

#### Semifinale 2
| Pos. | Atleta            | Paese      | Tempo  | Note  |
| ---- | ----------------- | ---------- | ------ | ----- |
| 1    | Ivan Štyl'        | Russia     | 40"346 | Q, OB |
| 2    | Alfonso Benavides | Spagna     | 40"619 | Q     |
| 3    | Ľubomír Hagara    | Slovacchia | 41"472 | q     |
| 4    | Andrzej Jezierski | Irlanda    | 42"012 |       |
| 5    | Alexandr Dyadchuk | Kazakistan | 42"359 |       |
| 6    | Sebastian Marczak | Australia  | 43"441 |       |
| 7    | Khaled Houcine    | Tunisia    | 44"373 |       |
| 8    | Nelson Henriques  | Angola     | 50"876 |       |

#### Semifinale 3
| Pos. | Atleta                   | Paese       | Tempo  | Note |
| ---- | ------------------------ | ----------- | ------ | ---- |
| 1    | Jurij Čeban              | Ucraina     | 40"647 | Q    |
| 2    | Dzianis Haraža           | Bielorussia | 41"427 | Q    |
| 3    | Naoya Sakamoto           | Giappone    | 41"771 | q    |
| 4    | Jason McCoombs           | Canada      | 42"255 |      |
| 5    | Attila Vajda             | Ungheria    | 42"970 |      |
| 6    | Richard Jefferies        | Regno Unito | 43"213 |      |
| 7    | Everardo Cristóbal       | Messico     | 44"571 |      |
| 8    | Rudolph Berking-Williams | Samoa       | 54"471 |      |

### Finali

#### Finale B
| Pos. | Atleta            | Paese      | Tempo  | Note |
| ---- | ----------------- | ---------- | ------ | ---- |
| 1    | Andrzej Jezierski | Irlanda    | 44"041 |      |
| 2    | Vadim Menkov      | Uzbekistan | 44"168 |      |
| 3    | Attila Vajda      | Ungheria   | 44"466 |      |
| 4    | Ronilson Oliveira | Brasile    | 44"586 |      |
| 5    | Jason McCoombs    | Canada     | 44"973 |      |
| 6    | Alexandr Dyadchuk | Kazakistan | 45"283 |      |
| 7    | Sebastian Brendel | Germania   | 45"852 |      |
| 8    | Li Qiang          | Cina       | 47"295 |      |

#### Finale A
| Pos. | Atleta            | Paese       | Tempo  | Note |
| ---- | ----------------- | ----------- | ------ | ---- |
|      | Jurij Čeban       | Ucraina     | 42"291 |      |
|      | Jevgenij Shuklin  | Lituania    | 42"792 |      |
|      | Ivan Štyl'        | Russia      | 42"853 |      |
| 4    | Alfonso Benavides | Spagna      | 43"038 |      |
| 5    | Dzianis Haraža    | Bielorussia | 43"545 |      |
| 6    | Ľubomír Hagara    | Slovacchia  | 43"977 |      |
| 7    | Mathieu Goubel    | Francia     | 44"045 |      |
| 8    | Naoya Sakamoto    | Giappone    | 44"699 |      |